# カメネツ＝ポドリスキー包囲戦
カメネツ＝ポドリスキー包囲戦（英：Hube's Pocket）は、第二次世界大戦の東部戦線において、ドイツ国防軍に対して赤軍が行った包囲戦のことである。プロスクーロフ・チェルノフツィー解放作戦（1944年3月4日～4月17日）、ウーマニ・ボトシャニ解放作戦（1944年3月5日～4月17日）を通して、ソビエト第1、第2ウクライナ方面軍集団はドニエストル川北方に展開していたドイツ第1装甲軍（司令官ハンス＝ヴァレンティーン・フーベ）を包囲した。第1装甲軍は脱出に成功するも、車両、重砲などの重装備の殆どを失った。

## 攻勢開始
1944年2月中旬、ドイツ第1装甲軍はウクライナ北西部の防衛にあたっていた。軍司令官はハンス＝ヴァレンティーン・フーベ上級大将。3個装甲軍団、すなわち約20個装甲師団、もしくは装甲擲団兵師団より構成され、補助部隊を含めると総兵力200,000名以上、南方軍集団（司令官エーリッヒ・フォン・マンシュタイン）の中でも最も強力な部隊であった。しかしこの時期においては、コルスン包囲戦で包囲されていたドイツ2個軍の救出活動を終了したところであり、特に第III装甲軍団は戦力を著しく消耗していた。
これと睨み合うソビエト赤軍第1ウクライナ方面軍集団を率いるゲオルギー・ジューコフ元帥は第1装甲軍の重要性を把握し、この部隊を撃滅することによって独軍戦線の南翼を崩壊させるべく攻撃作戦を立案した。ジューコフ直率の第1ウクライナ方面軍集団とイワン・コーネフ元帥率いる第2ウクライナ方面軍集団は南方軍集団の戦線の南北両端で同時攻勢を開始、2個航空軍を含む11個軍が第一装甲軍の側面を突いて包囲、スターリングラード攻防戦の再現を行い、ドイツ軍が全て降伏するまで包囲網を締め上げることとなった。

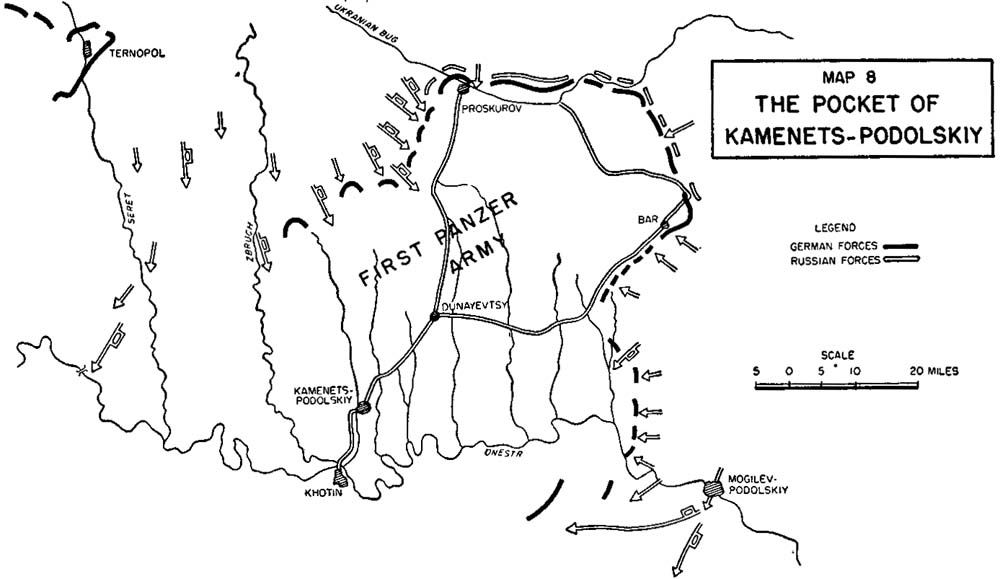
ソビエト赤軍の攻勢による包囲の形成。

マンシュタインは全戦線に渡って大規模な部隊移動が行われていることを知ったが、ソ連軍は同時に大規模な欺瞞活動を行ったため、攻勢の正確な位置や日時は掴めなかった。また戦略的撤退をドイツ総統アドルフ・ヒトラーが禁じていたことにより、第1装甲軍をソ連軍の攻勢から救うために彼ができることはもはやほとんどなかった。
3月初旬、ソビエト赤軍による攻撃はジューコフに直接指揮された第3ウクライナ方面軍集団（司令官ニコライ・ヴァトゥーチン）によって開始され、圧倒的な物量により、ドイツ第1装甲軍は北側の部隊をドニエストル川沿いに撤退させた。その後も赤軍は絶え間ない攻撃を仕掛けたが、ドイツ軍は3月末までこの地点で戦線を保持した。1944年3月、ソ連軍は新たに部隊を交代させ、第1戦車軍、第3親衛戦車軍、第4戦車軍所属の5個戦車軍団がテルノーピリ東でドイツ第1装甲軍の戦線最北端を突破し、ズブルチ川、セレト川の間を南へ進撃した。ソビエト赤軍はドニエストル川を渡り、ドイツ第1装甲軍を側面から包囲するために、チェルノフチへさらに進撃、一方で、ドイツ軍防衛線にできた突破口の両側面を固めるべく狙撃師団が続いた。

## 包囲
ドニエストル防衛線の南側面と今回、北で行われたソビエト赤軍の攻撃で第1装甲軍は突出してしまっていた。フーベとマンシュタインは包囲の危険性を認識、撤退を要請したが、「撤退禁止」命令に固執していたヒトラーはこれを拒絶。数日のうちに、ジューコフ、コーネフらが率いるソビエト赤軍はドニエストル川を横断し、ドイツ軍を完全に包囲できる位置にたった。1944年3月25日、ドニエストル川北岸の第1装甲軍橋頭堡からの最後の連絡線はKhotynで寸断された。
この時点で第1装甲軍全体がカメネツ＝ポドリスキーを中心として包囲されていた。包囲されたドイツ軍には食料、弾薬は2週間分ほどあったが、燃料不足に悩まされていた。空軍による空輸は大雪のために妨げられ、燃料補給は戦闘用車両のみとなった。その間、第2ウクライナ方面軍集団の第40軍が第一装甲軍の南側に進撃、本格的な包囲運動とみたフーベはそれから逃れるため、ドニエストル戦線全ての部隊に南下を命令した。ジューコフはこのドイツ軍の南下を見て、フーベが脱出を企てていると判断した。ジューコフはこれを防ぐために包囲を行っていた部隊を引き抜いてまで包囲網の南へ移動させた。これ以降南へ突破を行おうとする独軍は増派された赤軍部隊による激しい反撃を受けることになる。

## 包囲戦
フーベは部隊の密度を上げるために、戦線を整理して防衛範囲を小さくするよう命令した。ソ連軍が包囲を完了する直前、フーベは陸軍総司令部に防衛戦を行いながら味方戦線へ機動し、最終的に包囲網を脱出する権限を要請していた。しかし、包囲が完成するころには、状況が変化していた。天候が大雪となったため、戦力を維持するための必要物資が十分に輸送されず、近隣のドイツ軍（南東の第8軍、北西の第4装甲軍）らも救援活動を行えるような戦力を保持していなかった。ジューコフは簡潔な降伏勧告を送付した。「降伏せよ、さもなくば包囲内の全てのドイツ将兵らが慈悲を見ることはないだろう。」
フーベは勧告をけり、あらためて包囲下の部隊の再構築を命令した。4個装甲軍団は解散され、3個集団に再編された。第XLVI装甲軍団司令官ハンス・ゴリック（Hans Gollick）歩兵大将はゴリック集団を、第III装甲軍団司令官ヘルマン・ブライト（Hermann Breith）装甲兵大将はブライト集団、第LIX軍団司令官クルト・フォン・デア・シュヴァルリー将軍はフォン・デア・シュヴァルリー集団をそれぞれ編成した。
包囲内のドイツ軍が再編成を行っている間、マンシュタインは第一装甲軍が救援部隊と連携して包囲網を突破する許可を得るためにヒトラーと議論を重ねていた。激しい議論の後、ヒトラーは譲歩して同意し、フーベに脱出の許可を出した。脱出作戦の経路決定には困難が伴い、フーベは南方のドニエストル川を越え、ルーマニアへ向かうことを考えていた。しかしマンシュタインは第一装甲軍にソ連軍の主攻方向から外れたルーマニアへ撤退されると、南方軍集団が必要としていた装甲部隊を根こそぎ失い、戦線に巨大な穴が開くことになると考えた。これに対し西への突破を行えば、弱体化していたとはいえハンガリー第VII軍団の戦区に入れるため、同軍団の支援のもと直ちに戦線の穴を埋めることが可能であった。結局マンシュタインはフーベを押し切って西方への突破を行うよう命令した。
第1装甲軍はテルノーピリまで突破を行い、そこで支援を行っている第IISS装甲軍団（司令官パウル・ハウサー親衛隊大将）と合流することになっていた。カメネツ＝ポリドスキーからテルノポリまではいくつかの川、泥まみれの地域を通って、250Km（150マイル）以上の距離を進まなければならなかった。さらにフーべは包囲網の西側にこそ最も強力な敵の抵抗線があると考えていた。だが命令は下った。フーベは部隊を2つに分けて西へ移動する準備に取り掛かった。

## 突破

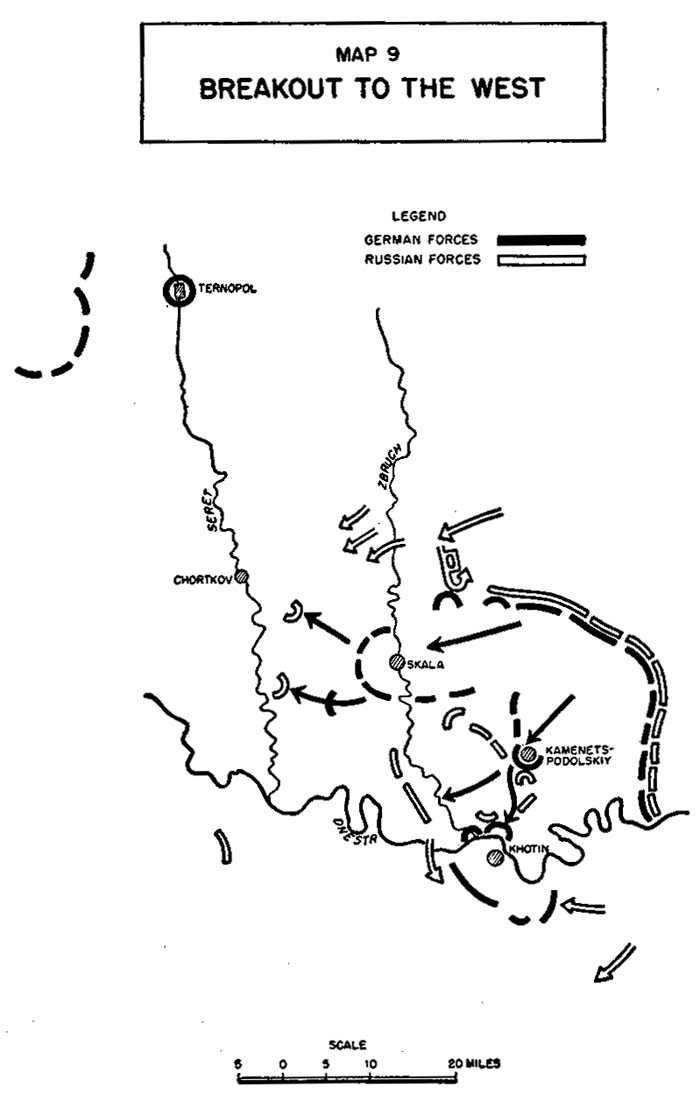
西へ脱出するドイツ軍

1944年3月27日、第1装甲軍の前衛はズブルチ川へ向けて西進を開始し、その後に将兵約200,000名、そして最後尾に敵の追撃を打ち払う後衛部隊がついた。前衛部隊の攻撃は成功して迅速にジブルチ川上に架かる3つの橋を占領したが、南から包囲網奥深くへ侵入したソビエト第4戦車軍によって、カメネツ・ポリドスキーを失った。この道路と鉄道網の中心の損失により、脱出するドイツ軍は街の迂回を余儀なくされ、撤退速度は大幅に遅くなった。ドイツ軍はすぐにこの街に対して反撃を行い、ソビエト赤軍を分断、町を奪還して撤退を再開した。昼夜を問わず、部隊は動き続け、すぐに橋頭堡がセレト川上に形成された。
第1装甲軍が西へ脱出している間、ソビエト赤軍のジューコフ、コーネフ両将は第一装甲軍主力は以前の攻撃が行われた南へ向かうと信じ続けていた。ジューコフは縮小される包囲網の北側面、東側面への攻撃を命令した。これらの攻撃はほとんど何も達成することなく、ドイツ軍がプロスクロフまで撤退したとき、赤軍部隊の多くはまだすでに独軍が放棄された陣地に乗り込んだだけだった。西への突破攻撃の報はすでに届いていたが、赤軍首脳は決して行われることのないドイツ軍の攻撃を予想しており、包囲網南部に部隊を増派し続けた。
3月30日、マンシュタインは陸軍総司令部より南方軍集団司令官から解任されたことを伝達された。以前から続いていた激しい議論をヒトラーは許していなかったためであった。フーベは独力で仕事を成し遂げなければならなくなった。

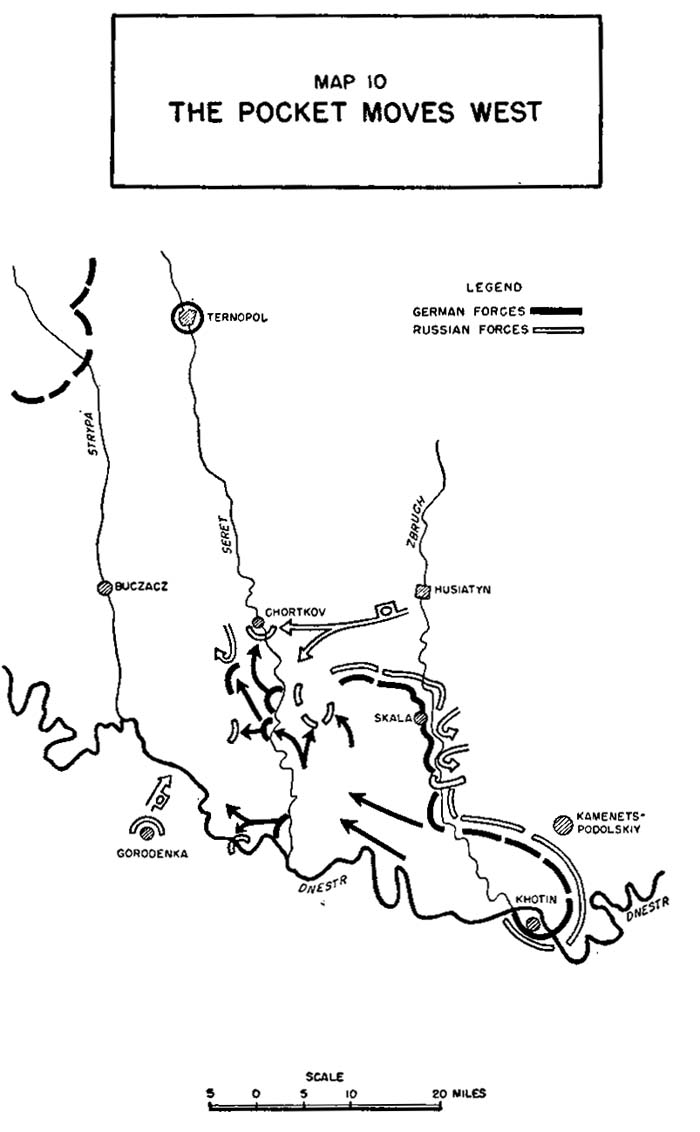
脱出に対するソビエト赤軍の反応

翌日、第4戦車軍の強力な機甲部隊はセレト、ジブルチ間で北方に攻撃を開始した。南側の独軍部隊は転進、赤軍の攻撃を阻止、その後、補給線を分断してソビエト軍のT-34部隊を停止させた。ドイツ軍による包囲突破を真剣に受け止めていたにもかかわらず、脱出経路を見誤ったことからジューコフはドイツ軍の脱出路を塞ぐことに失敗、テルノーピリへの道はまだ開いていた。

## 脱出完了
大雪、少ない補給、そして一度は完全包囲されたにもかかわらず、第1装甲軍は滞りなく突破作戦を遂行できた。ソ芬戦争で多くのソ連軍部隊を壊滅させたモッティ戦術の罠に独軍が引っかかることは無かったのだ。脱走者もほとんど出ず、部隊は絶えず集団で移動を続け、規律も維持された。これはスターリングラードの戦い、コルスン包囲戦での混乱した状況とは大違いであった。4月5日までに南北両部隊の前衛はストリパ川（Strypa River）へ到着、ブチャチ（Buczacz）の近郊で第6軍の部隊と合流、さらにハウサー率いるSS第II装甲軍団の前衛部隊とも合流した。2週間以上の激戦、悪天候、そして補給品の欠如という状況にもかかわらず、第1装甲軍は損失を最小限に抑えつつ、降伏または殲滅をどうにかして逃れた。第1装甲軍は再び戦線に戻され、ドニエストルとブロディの町の間に落ち着いた。マンシュタインの敏速な思考とフーベの作戦計画、能力により、将兵200,000名がスターリングラードの再現を免れた。しかし第一装甲軍は組織としての形は残していたが、装備と言えるのは個人携行可能な軽火器程度のもので、それ以上の大型装備はほとんどが放棄され、例えば装甲車両は45両しか残っていなかった。このため脱出の成功と将兵の損失の少なさにもかかわらず、第1装甲軍は機械化部隊としての行動は不可能となり、完全な再編成を必要としていた。
カメネツ・ポリドスキー包囲戦は、部隊が包囲されたとき、全滅を如何にして避けるかという例題として今日、各国の陸軍士官学校で研究されている。